# کتاب‌شناسی علاءالدین طباطبایی
این صفحه فهرستی از آثار علاءالدین طباطبایی، مترجم و زبان‌شناس ایرانی، است. 

## کتاب‌ها

### تألیف
- فعل بسیط فارسی و واژه‌سازی، علاءالدین طباطبایی، تهران: مرکز نشر دانشگاهی، ۱۳۷۶
- اسم و صفت مرکب در زبان فارسی، علاءالدین طباطبایی، تهران: مرکز نشر دانشگاهی، ۱۳۸۲
- دستور زبان فارسی (ویژهٔ دوره‌های کاردانی و کارشناسی پیوسته و ناپیوستهٔ آموزش زبان و ادبیات فارسی تربیت معلم)، علی‌محمد حق‌شناس، حسین سامعی، سیدمهدی سمائی و علاءالدین طباطبایی، تهران: انتشارات مدرسه، ۱۳۸۷
- ساختمان واژه و مقولهٔ دستوری: تشخیص مقولهٔ دستوری واژه‌ها براساس ملاک‌های صرفی، علاءالدین طباطبایی، تهران: پژوهشگاه فرهنگ، هنر و ارتباطات
- ترکیب در زبان فارسی: بررسی ساختاری واژه‌های مرکب، علاءالدین طباطبایی، تهران: فرهنگستان زبان و ادب فارسی (چاپ اول و دوم) و کتاب بهار (چاپ سوم)، ۱۳۹۴
- واژه‌سازی و دستور: مجموعه مقالات، علاءالدین طباطبایی، گردآوردهٔ احمد خندان، تهران: کتاب بهار، ۱۳۹۴
- فرهنگ توصیفی دستور زبان فارسی، علاءالدین طباطبایی، تهران: فرهنگ معاصر، ۱۳۹۵

### ترجمه
- انقیاد زنان، جان استوارت میل، علاءالدین طباطبایی (مترجم)، تهران: انتشارات هرمس، ۱۳۷۹
- سوداگران فاجعه: درباره سوءاستفاده از رنج‌های یهودیان، نورمن فینکلستاین، علاءالدین طباطبایی (مترجم)، تهران: انتشارات هرمس، ۱۳۸۳
- ساخت‌گرایی، نشانه‌شناسی، سینما، بیل نیکلز، علاءالدین طباطبایی (مترجم)، تهران: انتشارات هرمس، ۱۳۸۶
- روایت در فیلم داستانی، دیوید بردول، علاءالدین طباطبایی (مترجم)، مهناز فاتحی (مترجم)، تهران: بنیاد سینمایی فارابی، ۱۳۸۶
- نوشتن برای سینما (ترجمهٔ چند مقاله دربارهٔ فیلمنامه‌نویسی)، گروه مترجمان، تهران: بنیاد سینمایی فارابی، ۱۳۸۳
- پدیدارشناسی و سینما، آلن کازه‌بیه، علاءالدین طباطبایی (مترجم)، تهران: انتشارات هرمس، ۱۳۸۲

## مقالات
- پاسخ به «نقدی بر ترجمهٔ کتاب زبان»، مجلهٔ نشر دانش، زمستان ۱۳۷۹
- اسم و صفت در زبان فارسی، نشر دانش، بهار ۱۳۸۰
- ضرورت و موانع واژه‌سازی، نشر دانش، بهار ۱۳۸۰
- فرهنگ معاصر هزاره ([نقد و معرفی])، نشر دانش، تابستان ۱۳۸۰
- فعل بسیط و مرکب در زبان فارسی، نشر دانش، تابستان ۱۳۸۱
- صفت فاعلی مرکب مرخم، نامهٔ فرهنگستان، فرهنگستان زبان و ادب فارسی، بهمن ۱۳۸۲
- حذف همکرد در واژه‌های مرکب، نامهٔ فرهنگستان، ویژه‌نامهٔ دستور، اسفند ۱۳۸۳
- فرایندهای واژه‌سازی عامیانه، نامهٔ فرهنگستان، آذر ۱۳۸۴، شمارهٔ مسلسل ۲۷
- اسم و صفت مرکب بی‌هسته، جشن‌نامهٔ دکتر یدالله ثمره، همدان، انتشارات دانشگاه بوعلی سینا، ۱۳۸۳
- فعل مرکب در زبان فارسی، نامهٔ فرهنگستان، شهریور ۱۳۸۴
- اتباع، در دانشنامهٔ زبان و ادب فارسی، جلد اول، فرهنگستان زبان و ادب فارسی، ۱۳۸۴
- اشتقاق، در دانشنامهٔ زبان و ادب فارسی، جلد اول، فرهنگستان زبان و ادب فارسی، ۱۳۸۴
- طرحی کلی از امکانات واژه‌سازی در زبان فارسی، نشر دانش، اسفند ۱۳۸۴
- ضرورت واژه‌سازی علمی و کاربرد آن در رسانه، در مجموعه مقالات زبان و رسانه، به کوشش محمد پَروَری، تهران، تحقیق و توسعهٔ رادیو، ۱۳۸۴
- تغییر مقوله در زبان فارسی، نامهٔ فرهنگستان، تابستان ۱۳۸۵
- چه واژه‌ای فارسی است؟، نامهٔ فرهنگستان، زمستان ۱۳۸۵
- نکاتی در آسیب‌شناسی فرهنگ‌های فارسی، نامهٔ فرهنگستان، ویژه‌نامهٔ فرهنگ‌نویسی، دی ۱۳۸۶
- ترکیب، در دانشنامهٔ زبان و ادب فارسی، جلد دوم، فرهنگستان زبان و ادب فارسی، ۱۳۸۶
- تصریف، در دانشنامهٔ زبان و ادب فارسی، جلد دوم، فرهنگستان زبان و ادب فارسی، ۱۳۸۶
- تمیز، در دانشنامهٔ زبان و ادب فارسی، جلد دوم، فرهنگستان زبان و ادب فارسی، ۱۳۸۶
- معرفی کتاب ظرفیت فعل و ساخت‌های بنیادین جمله، مجلهٔ زبان‌شناسی، بهار و تابستان ۱۳۸۶
- ترکیب در زبان فارسی (۱)، نامهٔ فرهنگستان، پاییز ۱۳۸۶، شمارهٔ مسلسل ۳۵
- ترکیب در زبان فارسی (۲)، نامهٔ فرهنگستان، بهار ۱۳۸۷، شمارهٔ مسلسل ۳۷
- ترکیب در زبان فارسی (۳)، نامهٔ فرهنگستان، تابستان ۱۳۸۷، شمارهٔ مسلسل ۳۸
- گرده‌برداری در واژه‌سازی، نامهٔ فرهنگستان، پاییز ۱۳۸۷، شمارهٔ مسلسل ۳۹
- ترکیب در زبان فارسی (۴)، نامهٔ فرهنگستان، زمستان ۱۳۸۷، شمارهٔ مسلسل ۴۰
- ترکیب در زبان فارسی (۵)، نامهٔ فرهنگستان، بهار ۱۳۸۹، شمارهٔ مسلسل ۴۱
- ترکیب در زبان فارسی (۶)، نامهٔ فرهنگستان، پاییز ۱۳۸۹، شمارهٔ مسلسل ۴۳
- حذف نشانهٔ اضافه در واژه‌سازی، نامهٔ فرهنگستان، شمارهٔ مسلسل ۴۵
- ترکیب در زبان فارسی (۷)، نامهٔ فرهنگستان، تابستان ۱۳۹۰، شمارهٔ مسلسل ۴۶
- ملاک‌های صوری برای تشخیص صفت، در جشن‌نامهٔ ابوالحسن نجفی، تهران، انتشارات نیلوفر، صص ۷۲۱–۷۳۶
- فرایندهای واژه‌سازی و استقلال صرف و نحو، مجلهٔ پژوهش‌های زبان‌شناسی، اصفهان، انتشارات دانشگاه اصفهان، ۱۳۹۰
- مقایسهٔ رده‌شناختی اسم مرکب در فارسی و انگلیسی، مجلهٔ پژوهش‌های زبان‌شناسی تطبیقی، سال اول، شمارهٔ ۱، همدان، دانشگاه بوعلی سینا، بهار ۱۳۹۱
- شخص، در دانشنامه زبان و ادب فارسی، جلد چهارم، فرهنگستان زبان و ادب فارسی، ۱۳۹۱
- شمار، در دانشنامه زبان و ادب فارسی، جلد چهارم، فرهنگستان زبان و ادب فارسی، ۱۳۹۱